# Hauptstrasse 541
Die Hauptstrasse 541 ist eine Schweizer Hauptstrasse in den Kantonen Aargau und Basel-Landschaft. Weil die Route als schmale Strasse über einen Jurapass führt, unterliegt sie gemäss der schweizerischen Durchgangsstrassenverordnung einer Verkehrsbeschränkung: Der Strassenabschnitt darf nur von Fahrzeugen mit bis zu 2,30 Metern Breite befahren werden.

## Geografie
Die 12 Kilometer lange Strecke verbindet die Gegend von Rheinfelden im aargauischen Fricktal mit der Ortschaft Gelterkinden im Ergolztal im Kanton Basel-Landschaft.
Die Strasse beginnt auf 310 m ü. M. als Fortsetzung der Hauptstrasse 275 in einem Strassenkreisel an der Autobahnzufahrt Rheinfelden-Ost und führt zunächst gegen Süden durch das Tal des Magdenerbachs. Sie durchquert die Ortschaft Magden, wo sie den Magdenerbach und danach dessen Zuflüsse Wintersingerbach und Buuserbach überquert. Von Magden aus führt sie weiter gegen Osten und erreicht nach einem Kilometer die Kantonsgrenze. Sie führt durch die Baselbieter Ortschaften Maisprach und Buus. Danach steigt sie in südlicher Richtung auf die Höhe der Buuseregg (580 m ü. M.) zwischen den Bergen Staufen und Farnsberg. Vom Passübergang aus erreicht die Strasse in südlicher Richtung mit starkem Gefälle das Dorf Rickenbach und zwei Kilometer danach Gelterkinden, wo sie mit der Hauptstrasse 309 verbunden ist.
Auf der Hauptstrasse verkehrt die Postauto-Linie 100 des Tarifverbunds Nordwestschweiz.